# غشاء البكارة
غِشاء البَكارَة هو قطعةٌ رقيقة من الغشاء المخاطي ويقع على بعد حوالي 1-2 سم من فتحة المهبل، يُحيط غِشاء البكارة أو يغطي جزئيًا الفتحة المهبلية الخارجية ويشكل جزءًا من الفرج أو الأعضاء التناسلية الخارجية. لم تُحدد أي وظيفةٍ عضويةٍ خاصة بغشاء البَكارة أو أيُ وظيفةٍ للنهايات العصبية القليلة فيه والتي قد لا تكون موجودةً أحيانًا.
يظهرُ غشاء البَكارة في الأطفال عادةً على شكلٍ هلالي، وذلك على الرغم من أنهُ قد يظهر بأشكالٍ أُخرى. في مرحلة البلوغ يؤدي إنتاج الإستروجين إلى تغيراتٍ في مظهر غشاء البكارة، حيثُ يُصبح مرنًا للغاية. تحدثُ اختلافاتٌ طبيعية في غشاء البكارة بعد البلوغ، فقد يكون رقيقًا مرنًا أو حتى سميكًا صلبًا أحيانًا، أو قد يكون غير موجودًا أصلًا.
قد ينفتقُ غشاء البكارة أو يتمزق في أولٍ مرة يحدث فيها جماعٌ مع اختراقٍ له، مما قد يسبب نزيفًا مؤقتًا أو عدم ارتياحٍ طفيف، ولكن المراجع تختلف حول كيفية حدوث التمزق والنزيف الشائعين بعد الجماع الأول. لا تعتبر حالة غشاء البكارة دليلًا موثوقًا على العُذرية، ولكنها لا زالت تعتبر كذلك في بعض الثقافات، حيثُ يتم إجراء فحص العذرية. في حالة إصابة غشاء البكارة بإصاباتٍ طفيفة، فإنها قد تلتئم دون ترك علاماتٍ واضحةٍ عليه. يُمكن إصلاح غشاء البكارة المُمزق واستعادته عبر إجراءٍ يُعرف باسم ترقيع غشاء البكارة.

## التسمية
غِشاءُ البَكارَة (اختصارًا البَكارَة وجمعُها بَكارات) (بالإنجليزية: Hymen)‏ ويُسمى أيضًا غشاء العُذرة.

### الأصل اللغوي

#### اللغة العربية
يُعرف معجم اللغة العربية المعاصرة غِشاء البَكارَة بأنهُ «نسيجٌ رقيق يُغطِّي الفتحة التناسليّة في الأنثى، يتمزّق عند أوّل اتِّصال جنسيّ، أو بدخول أي جسم يخترقه.»، أما معجم الغني فيذكُر «بَكارَةُ البِنْتِ دَليلٌ على عُذْرِيَّتِها، والبَكارة هي الغِشاءُ الشَّفّافُ في فَرْجِ، مَهْبِلِ الفَتاةِ».

#### اللغة الإنجليزية
Hymen (باللاتينية: humḗn) وتأتي من كلمة ὑμήν الإغريقية القديمة، وهي تحملُ معنًى تشريحي يُقصد به الغشاء الذي يُغطي الفتحة المهبلية جزئيًا أو كليًا في أنثى الإنسان، وتذكر المصادر أنَّ أول استخدام للمعنى الطبي كان بواسطة أندرياس فيزاليوس في كتابه بنية جسم الإنسان (De humani corporis fabrica) عام 1555. يحمل مُصطلح (Hymen) معنًى مجازيًا وهو الزواج، وذلك لأنَّ هيمين (Hymen) هو إله الزواج عند الإغريق القدماء، ولكن المُصطلح نفسه لا يرتبط بإله الزواج ولكن يمتلك فقط نفس جذر التسمية.

## النماء وعلم الأنسجة
يتطورُ الجهاز التناسلي أثناء التخلق المضغي، وذلك بدءًا من الأسبوع الثالث للحمل حتى الأثلوث الثاني، ويتكون غشاء البكارة بعد المهبل. في الأسبوع السابع، يتشكلُ الحاجز البولي المستقيمي حيثُ يَفصِل المُستقيم عن الجيب البولي التناسلي. في الأسبوع التاسع، تتحركُ قنوات مولر إلى الأسفل للوصول إلى الجيب البولي التناسلي، فتُشكلُ القناة الرحمية المهبلية وتدخلُ في الجيب البولي التناسلي. في الأسبوع الثاني عشر، تندمج قنوات مولر لتكوين القناة الرحمية المهبلية الأولية والتي تُسمى (unaleria). في الشهر الخامس، يكتملُ استقناء المهبل ويتشكل غشاء البكارة من تكاثر البصلات الجيبية المهبلية (في المكان الذي تلتقي في قنوات مولر بالجيب البولي التناسلي)، وعادةً ما تُصبح مُثقبةً قبل الولادة أو بعدها بفترةٍ قصيرة.
لا يمتلكُ غشاءُ البكارة أي تعصيب (تزويد بالأعصاب). في الأطفال حديثي الولادة، الذين لا يزالون تحت تأثير هرمونات الأم، يكونُ غشاء البكارة لديهم سميكًا وورديًا شاحبًا ومضاعفًا (مطويًا على نفسه وقد يكون بارزًا). في أول سنتين إلى أربع سنواتٍ من العمر، يُنتج الرضيع هرموناتٍ تستمر في هذا التأثير. عادةً ما تكون فتح غشاء البكارة هلاليةً في الشكل (حلقية).
في مرحلة حديثي الولادة، يتوسعُ قطر فتحة غشاء البكارة (تُقاس ضمن حلقة البكارة) بحوالي 1 ملم لكل سنةٍ من العمر. أثناء فترة البلوغ، يؤدي هرمون الإستروجين إلى أن يُصبح غشاء البكارة مُخمليًا ومرنًا جدًا.

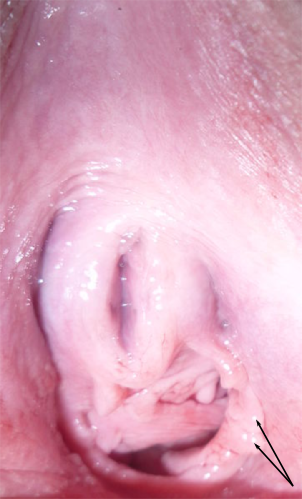
يُشير السهم إلى اللحيمات آسية الشكل (بقايا) في غشاء البكارة في فردٍ بمرحلة ما بعد البلوغ

قد يتمزقُ أو يُشدُ غشاء البكارة نتيجةً لسلوكياتٍ مُختلفة، وتتضمن استعمال السدادة القطنية (تامبون) أو كأس الحيض، وفحص الحوض بمنظار التجاويف، والنشاطات الجسدية المُنتظمة، والجماع، بالإضافة إلى إدخال عدة أصابعٍ أو موادٍ في المهبل، والقيام ببعض الأنشطة مثل الجمباز (القيام بالشق بفتح القدمين) أو ركوب الخيل. تُسمى بقايا غشاء البكارة باللحيمات آسية الشكل.
قضيب جليستير كيين (Glaister Keen rod) هو قضيبٌ زجاجي أو بلاستيكي بقطر 6 ملم وله كرةٌ على طرفٍ واحد بقطرٍ متفاوت من 10 إلى 25 ملم، ويُستخدم لفحص غشاء البكارة عن قرب أو لفحص درجةِ تمزقه. في الطب الشرعي، أوصت السلطات الصحية أن الطبيب الذي يجب أن يأخذ مسحاتٍ طبية بالقرب من هذه المنطقة في الإناث ما قبل المراهقة عليه أن يتجنب غشاء البكارة وبدلًا منه أن يأخذ المسحة من خارج الدهليز الفرجي. في حالات اشتابه الاغتصاب أو التحرش جنسي بالأطفال، قد يتم إجراء فحصٍ مفصلٍ لغشاء البكارة، ولكن حالة غشاء البكارة وحده غالبًا لا تكون حاسمةً للقرار.

## الاختلاف التشريحي

أنواع غشاء البكارة المُختلفة (تُمثل المناطق المُعتمة الفتحة المهبلية)

تتباين الاختلافات الطبيعية في غشاء البكارة من كونه رقيقًا ومشدودًا إلى سميكٍ صلبٍ إلى حدٍ ما؛ أو قد يكون غير موجودٍ من الأساس. يحدث غشاء البكارة غير مثقوب في 1-2 من كل 1000 رضيع. الاختلاف التشريحي الوحيد الذي قد يتطلب تدخلًا طبيًا هو غشاء البكارة غير مثقوب، والذي إما يمنع تمامًا مرور سائل الحيض أو يبطئه بشكلٍ كبير، وفي كلتا الحالتين، قد تكون هناك حاجةٌ إلى تدخلٍ جراحي للسماح لسائل الحيض بالمرور أو للسماح بحدوث الجماع بشكلٍ كامل.
في الفتيات قبل سن المراهقة تكون فتحات غشاء البكارة مُتعددة الأشكال، وذلك اعتمادًا على مستوى الهرمونات والنشاط، ويعتبر الشكل الهلالي (الحافة الخلفية) الشكل الأكثر شيوعًا، بحيثُ لا يوجد نسيجٌ في موضع الساعة 12، ويكون هناك شريطٌ نسيجي هلالي من موضع الساعة 1-2 إلى الساعة 10-11، ويكون واسعًا في حوالي موضع الساعة 6. من سن البلوغ فصاعدًا، واعتمادًا على هرمون الإستروجين ومستويات النشاط، يكون نسيج غشاء البكارة أكثر سُمكًا، وغالبًا ما تكون الفتحة مُخملية أو عشوائية الشكل. في الأطفال الأصغر سنًا، فإنَّ غشاء البكارة الممزق عادةً ما يُشفي بسرعةٍ كبيرة. عند المراهقين، يمكن أن تمتد فتحة غشاء البكارة طبيعيًا ويزداد الاختلاف في الشكل والمظهر.
يمكن أن تنتج الاختلافات في الجهاز التناسلي للأنثى عن عدم التخلق أو نقص التنسج، وعيوب القنوات، والاندماج الجانبي، وفشل الارتشاف، مما يؤدي إلى مضاعفاتٍ مختلفة.
من الاختلافات التي قد تحصل في غشاء البكارة:
- غشاء البكارة غير مثقوب:[19][20] تكون فتحة غشاء البكارة غير موجودةٍ، مما يتطلب جراحةً بسيطة في حال لم تصحح نفسها عند البلوغ؛ وذلك للسماح لسوائل الحيض بالنفاذ.
- غشاء البكارة مصفوي الشكل (شبيه الغربال) أو المُخرم: أحيانًا يُخلط بينه وبين غشاء البكارة غير مثقوب، حيثُ أنَّ فتحة غشاء البكارة تبدو أنها غير موجودةٍ، ولكن تحت الفحص الدقيق تظهر ثقوبٌ صغيرة.
- غشاء البكارة المحوجز (ذو حواجز فاصلة): تحتوي فتحة غشاء البكارة على شريطٍ واحدٍ أو عدة أشرطة نسيجية تمتد على طول الفتحة.

## الإصابة
تاريخيًا، كان يُعتقد أنَّ أول اتصالٍ جنسي يجب أن يكون بالضرورة مُصيبًا لغشاء البكارة، حيثُ يؤدي إلى تمزيق أو فتق الغشاء؛ مُسببًا حدوث نزيف. على الرغم من هذا، إلا أنَّ أبحاثًا أُجريت على نساءٍ من العالم الغربي أظهرت أنَّ النزيف أثناء الجماع التوافقي الأول لا يحدثُ دائمًا أو أنه أقل شيوعًا من عدم حدوث النزيف. في دراسةٍ متعددة الثقافات، وُثقَ أنَّ أكثر بقليل من نصف النساء قد أبلغنَّ عن حدوث نزيفٍ أثناء الجماع الأول، مع مستوياتٍ مختلفة بشكلٍ ملحوظ من الألم والنزيف، وذلك تبعًا لمنطقتهم الأصلية.
في العديد من الدراسات التي أجريت على ضحايا الاغتصاب من المراهقات، حيث فُحص المرضى في مستشفًى بعد تعرضهم للاعتداء الجنسي، فإنَّ نصفهنَّ أو أقل (من الضحايا البكر/العذراوات) قد تعرضنَّ لإصابةٍ في غشاء البكارة. حصل تمزقٌ في غشاء البكارة في أقل من ربع الحالات. ولكن على الرغم من هذا، إلا أنَّ العذارى أكثر عرضةٍ للإصابة بغشاء البكارة بشكلٍ ملحوظ من غير العذارى.
في دراسةٍ حول المراهقين الذين سبق لهم ممارسة الجنس بالتوافق، فقد أظهرت بأنَّ نصفهم تقريبًا قد حدث لديهم إصابةٌ في غشاء البكارة. قد تحدث إصابةٌ في غشاء البكارة أيضًا عند البالغين من غير العذارى بعد ممارسة الجنس بالتوافق، وذلك على الرغم من أنه نادر الحدوث. قد تلتئم الإصابة التي تصيب غشاء البكارة دون أي علامات إصابةٍ واضحة. كشفت دراسةٌ بالملاحظة أنَّ ضحايا الاعتداء الجنسي من المراهقين تكون غالبية الجروح التي لحقت بغشاء البكارة تلتئم دون ظهور أي علامات واضحة على حدوث إصابة.
يُفترض حدوث إصابةٍ في غشاء البكارة نتيجةً لسلوكياتٍ مختلفة، مثل استخدام سدادة قطنية (تامبون) أو كأس الحيض أو فحص الحوض بمنظار التجاويف أو العادة السرية أو الجمباز أو ركوب الخيل، وذلك على الرغم من أنََ الانتشار الحقيقي للإصابات الناتجة عن هذه الأنشطة غيرُ واضحٍ.

## الأهمية الثقافية
يمتلك غشاء البكارة أهميةً ثقافيةً في بعض المجتمعات؛ وذلك بسبب ربطه بعذرية المرأة. في هذه الثقافات، يُعتبر غشاء البكارة السليم عند الزواج ذو قيمةٍ عاليةٍ؛ وذلك اعتقادًا بأنهُ دليلٌ على العذرية. ونتيجةً لهذا، فإنَّ بعض النساء يخضعنَّ لإجراء ترقيع الغشاء لاستعادة غشاء البكارة.
في أكتوبر 2018، ذكر مجلس حقوق الإنسان التابع للأمم المتحدة وهيئة الأمم المتحدة للمرأة ومنظمة الصحة العالمية (WHO) أنَّ ممارسة فحص العذرية يجب أن تنتهي؛ وذلك لأنه ممارسةٌ مؤلمةٌ ومُهينة، وتشكلٌ عنفًا ضد المرأة.

## هيجان الرحم
اعتبر الباحثون الطبيّون في القرنين السادس عشر والسابع عشر عن طريق الخطأ أنَّ وجود أو عدم وجود غشاء البكارة هو دليلٌ أساسي على الأمراض الجسدية مثل حالة هيجان الرحم (womb-fury)؛ أي هستيريا النساء. إذا لم تُشفى، فإنَّ الحالة وفقًا للأطباء المُمارسين في ذلك الوقت، ستؤدي إلى الوفاة. يُعد (womb-fury) مصطلحًا تاريخيًا.

## في الحيوانات
يُوجد غشاء البكارة في العديدِ من الثدييات؛ وذلك لأنَّ جهازها التناسلي يتطور بشكلٍ مُشابه للإنسان، ومن هذه الثدييات الشيمبانزيات والفيلة وخرفان البحر والحيتان والخيول واللامات.

### بِلُغاتٍ أجنبيَّة
1. ↑  نموذج تأسيسي في التشريح، QID:Q1406710
2. 1 2 3 4 5 6  Heger, Astrid H.; Emans, S. Jean, eds. (2000). Evaluation of the Sexually Abused Child: A Medical Textbook and Photographic Atlas (PDF) (بالإنجليزية) (2nd ed.). New York: Oxford University Press. pp. 61–65. ISBN:9780195074253. Archived from the original (PDF) on 2018-07-08.
3. 1 2 3  Perlman، Sally E.؛ Nakajyma، Steven T.؛ Hertweck، S. Paige (2004). Clinical protocols in pediatric and adolescent gynecology. Parthenon. ص. 131. ISBN:978-1-84214-199-1. مؤرشف من الأصل في 2021-03-08.
4. 1 2  Blank، Hanne (2008). Virgin: The Untouched History. Bloomsbury USA. ص. 35. ISBN:978-1-59691-011-9. مؤرشف من الأصل في 2020-01-10.
5. 1 2  Lahoti, Sheela L.; McClain, Natalie; Girardet, Rebecca; McNeese, Margaret; Cheung, Kim (1 Mar 2001). "Evaluating the Child for Sexual Abuse". American Family Physician (بالإنجليزية). 63 (5). ISSN:0002-838X. Archived from the original on 2019-11-10.
6. 1 2  Heger, Astrid H.; Emans, S. Jean, eds. (2000). Evaluation of the Sexually Abused Child: A Medical Textbook and Photographic Atlas (PDF) (بالإنجليزية) (2nd ed.). New York: Oxford University Press. p. 122. ISBN:9780195074253. Archived from the original (PDF) on 2018-07-08.
7. 1 2 3 4 5  "The Hymen". جامعة كاليفورنيا (سانتا باربرا). مؤرشف من الأصل في 2019-03-28. اطلع عليه بتاريخ 2009-02-09. While some females bleed the first time they have penetrative intercourse, not every female does. This depends on many factors, such as how much hymenal tissue a female has, whether her hymen has already been stretched or torn, or how thick and elastic it is.
8. 1 2  Rogers، Deborah J؛ Stark، Margaret (8 أغسطس 1998). "The hymen is not necessarily torn after sexual intercourse". BMJ : British Medical Journal. ج. 317 ع. 7155: 414. DOI:10.1136/bmj.317.7155.414. ISSN:0959-8138. PMC:1113684. PMID:9694770.
9. 1 2  Emma Curtis, Camille San Lazaro (27 Feb 1999). "Appearance of the hymen in adolescents is not well documented". BMJ : British Medical Journal (بالإنجليزية). 318 (7183): 605. DOI:10.1136/bmj.318.7183.605. PMC:1115047. PMID:10037658. We agree with Rogers and Stark that so called rupture and bleeding of the hymen is not to be routinely expected after first sexual intercourse.
10. 1 2  Knight، Bernard (1997). Simpson's Forensic Medicine (ط. 11th). London: Arnold. ص. 114. ISBN:978-0-7131-4452-9.
11. ↑  Hegazy, Abdelmonem; Al-Rukban, Mohammed (1 Jan 2012). "Hymen: Facts and conceptions". TheHealth (بالإنجليزية). 3 (4). ISSN:2219-8083. Archived from the original on 2020-05-09. Possible explanations for the lack of genital trauma include... acute injuries occur but heal completely.
12. 1 2  "hymen - Origin and meaning of hymen by Online Etymology Dictionary". www.etymonline.com. مؤرشف من الأصل في 2019-05-01. اطلع عليه بتاريخ 2019-11-05.
13. ↑  Healey، Andrew (2012). "Embryology of the female reproductive tract". في Mann، Gurdeep S.؛ Blair، Joanne C.؛ Garden، Anne S. (المحررون). Imaging of Gynecological Disorders in Infants and Children. Medical Radiology. Springer. ص. 21–30. DOI:10.1007/978-3-540-85602-3. ISBN:978-3-540-85602-3. {{استشهاد بكتاب}}: تحقق من التاريخ في: |سنة= لا يطابق |تاريخ= (مساعدة)
14. 1 2 3  McCann, J; Rosas, A. and Boos, S. (2003) "Child and adolescent sexual assaults (childhood sexual abuse)" in Payne-James, Jason; Busuttil, Anthony and Smock, William (eds). Forensic Medicine: Clinical and Pathological Aspects, Greenwich Medical Media: London, a)p.453, b)p.455 c)p.460.
15. 1 2  Heger، Astrid؛ Emans، S. Jean؛ Muram، David (2000). Evaluation of the Sexually Abused Child: A Medical Textbook and Photographic Atlas (ط. Second). Oxford University Press. ص. 116. ISBN:978-0-19-507425-3. مؤرشف من الأصل في 2022-04-07.
16. 1 2  "Imperforate Hymen". ويبمد. مؤرشف من الأصل في 2019-10-12. اطلع عليه بتاريخ 2009-02-02. Different normal variants in hymenal configuration are described, varying from the common annular, to crescentic, to navicular ("boatlike" with an anteriorly displaced hymenal orifice). Hymenal variations are rarely clinically significant before menarche. In the case of a navicular configuration, urinary complaints (e.g., dribbling, retention, urinary tract infections) may result. Sometimes, a cribriform (fenestrated), septate, or navicular configuration to the hymen can be associated with retention of vaginal secretions and prolongation of the common condition of a mixed bacterial vulvovaginitis.
17. ↑  Callahan, Tamara L.; Caughey, Aaron B. (2009). Blueprints Obstetrics and Gynecology (بالإنجليزية). Lippincott Williams & Wilkins. ISBN:9780781782494. Archived from the original on 2020-05-09.
18. ↑  Lardenoije، Céline؛ Aardenburg، Robert؛ Mertens، Helen (26 مايو 2009). "Imperforate hymen: a cause of abdominal pain in female adolescents". BMJ Case Reports. ج. 2009: bcr0820080722. DOI:10.1136/bcr.08.2008.0722. ISSN:1757-790X. PMC:3029536. PMID:21686660.
19. ↑  Steinberg, Avraham؛ Rosner, Fred (2003). Encyclopedia of Jewish Medical Ethics. ISBN:978-1-58330-592-8. مؤرشف من الأصل في 2020-05-11. Occasionally, the hymen is harder than normal or it is complete and sealed without there being... This condition is called imperforate hymen and, at times...
20. ↑  DeCherney، Alan H.؛ Pernoll, Martin L.؛ Nathan, Lauren (2002). Current Obstetric & Gynecologic Diagnosis & Treatment. McGraw-Hill Professional. ص. 602. ISBN:978-0-8385-1401-6. مؤرشف من الأصل في 2020-05-26. Imperforate hymen represents a persistent portion of the urogenital membrane... It is one of the most common obstructive lesions of the female genital tract....
21. 1 2  Loeber, Olga (2008). "Over het zwaard en de schede; bloedverlies en pijn bij de eerste coïtus Een onderzoek bij vrouwen uit diverse culturen" (PDF). Tijdschrift voor Seksuologie (بnl-nl). Vol. 32. pp. 129–137. Archived from the original (PDF) on 2019-11-05. Retrieved 2018-09-07.{{استشهاد بخبر}}:  صيانة الاستشهاد: لغة غير مدعومة (link)
22. ↑  Amy, Jean-Jacques (Jan 2008). "Certificates of virginity and reconstruction of the hymen". The European Journal of Contraception & Reproductive Health Care (بالإنجليزية). 13 (2): 111–113. DOI:10.1080/13625180802106045. ISSN:1362-5187. PMID:18465471.
23. 1 2 3  White, C., & McLean, I. (1 May 2006). "Adolescent complainants of sexual assault; injury patterns in virgin and non-virgin groups". Journal of Clinical Forensic Medicine (بالإنجليزية). 13 (4): 172–180. DOI:10.1016/j.jcfm.2006.02.006. ISSN:1353-1131. PMID:16564196. Hymen injury was noted in 40 (50.6%) participants of the virgin group, but only 11 (12.4%) of the non-virgin group{{استشهاد بدورية محكمة}}:  صيانة الاستشهاد: أسماء متعددة: قائمة المؤلفين (link)
24. ↑  Adams, Joyce A.; Girardin, Barbara; Faugno, Diana (May 2000). "Signs of genital trauma in adolescent rape victims examined acutely". Journal of Pediatric and Adolescent Gynecology (بالإنجليزية). 13 (2): 88. DOI:10.1016/S1083-3188(00)00015-2. ISSN:1083-3188. Archived from the original on 2020-01-18.
25. 1 2 3  Adams, Joyce A.; Girardin, Barbara; Faugno, Diana (1 Nov 2001). "Adolescent Sexual Assault: Documentation of Acute Injuries Using Photo-colposcopy". Journal of Pediatric and Adolescent Gynecology (بالإنجليزية). 14 (4): 175–180. DOI:10.1016/S1083-3188(01)00126-7. ISSN:1083-3188. The incidence of hymenal tears in self-described virgins was higher than in nonvirgins (19% vs. 3%, P.008);
26. ↑  Adams، Joyce A.؛ Botash، Ann S.؛ Kellogg، Nancy (مارس 2004). "Differences in hymenal morphology between adolescent girls with and without a history of consensual sexual intercourse". Archives of Pediatrics & Adolescent Medicine. ج. 158 ع. 3: 280–285. DOI:10.1001/archpedi.158.3.280. ISSN:1072-4710. PMID:14993089. Subjects who admitted having past intercourse still had non disrupted, intact hymens in 52% of cases.
27. 1 2  "New York Times Is Wrong about Hymens--But They Are Not Alone". Psychology Today (بالإنجليزية البريطانية). Archived from the original on 2023-04-02. Retrieved 2018-09-08.
28. ↑  Reading, Richard (12 Dec 2007). "Healing of hymenal injuries in prepubertal and adolescent girls: a descriptive study". Child: Care, Health and Development (بالإنجليزية). 34 (1): 137–138. DOI:10.1111/j.1365-2214.2007.00818_7.x. ISSN:0305-1862. Of the girls who sustained 'superficial', 'intermediate,' or 'deep' lacerations, 15 of 18 prepubertal girls had smooth and continuous appearing hymenal rims, whereas 24 of 41 adolescents' hymens had a normal, 'scalloped' appearance and 30 of 34 had no disruption of continuity on healing. The final 'width' of a hymenal rim was dependent on the initial depth of the laceration. No scar tissue formation was observed in either group of girls.
29. ↑  Goodyear-Smith, Felicity A.; Laidlaw, Tannis M. (8 Jun 1998). "Can tampon use cause hymen changes in girls who have not had sexual intercourse? A review of the literature". Forensic Science International (بالإنجليزية). 94 (1–2): 147–153. DOI:10.1016/S0379-0738(98)00053-X. ISSN:0379-0738.
30. ↑  Emans, S.Jean; Woods, Elizabeth R.; Allred, Elizabeth N.; Grace, Estherann (1 Jul 1994). "Hymenal findings in adolescent women: Impact of tampon use and consensual sexual activity". The Journal of Pediatrics (بالإنجليزية). 125 (1): 153–160. DOI:10.1016/S0022-3476(94)70144-X. ISSN:0022-3476. Contrary to the popular belief that transections of the hymen are associated with gymnastics, horseback riding, and other vigorous sports, we found no relation between sports or gymnastics and hymenal changes. There was also no relation to prior gynecologic examination.
31. ↑  "Muslim women in France regain virginity in clinics". Reuters. 30 أبريل 2007. مؤرشف من الأصل في 2015-10-16. 'Many of my patients are caught between two worlds,' said Abecassis. They have had sex already but are expected to be virgins at marriage according to a custom that he called 'cultural and traditional, with enormous family pressure'.
32. 1 2  Sciolino، Elaine؛ Mekhennet، Souad (11 يونيو 2008). "In Europe, Debate Over Islam and Virginity". نيويورك تايمز. مؤرشف من الأصل في 2018-10-23. اطلع عليه بتاريخ 2008-06-13. 'In my culture, not to be a virgin is to be dirt,' said the student, perched on a hospital bed as she awaited surgery on Thursday. 'Right now, virginity is more important to me than life.'
33. ↑  "United Nations agencies call for ban on virginity testing". World Health Organization. 17 أكتوبر 2018. مؤرشف من الأصل في 2019-10-18. اطلع عليه بتاريخ 2018-10-22.
34. ↑  Berrios، GE؛ Rivière، L (2006). "Madness from the womb". History of Psychiatry. ج. 17: 223–35. DOI:10.1177/0957154x06065699. PMID:17146991.
35. ↑  The linkage between the hymen and social elements of control has been taken up in Marie Loughlin's book  Hymeneutics: Interpreting Virginity on the Early Modern Stage published in 1997 نسخة محفوظة 28 سبتمبر 2020 على موقع واي باك مشين.
36. ↑  Blank، Hanne (2007). Virgin: The Untouched History. دار بلومزبري. ص. 23. ISBN:978-1-59691-010-2. مؤرشف من الأصل في 2020-05-09. اطلع عليه بتاريخ 2013-11-09.
37. ↑  Blackledge، Catherine (2004). The Story of V. Rutgers University Press. ISBN:978-0-8135-3455-8. مؤرشف من الأصل في 2020-05-09. Hymens, or vaginal closure membranes or vaginal constrictions, as they are often referred to, are found in a number of mammals, including llamas,...

### بِاللُغة العربيَّة
1. ↑  حسب:
  - محمود البقلي (1869)، قاموس طبِّي فرنساوي عربي (ط. 1)، باريس، ص. 142، OCLC:493081935، QID:Q109623079{{استشهاد}}:  صيانة الاستشهاد: مكان بدون ناشر (link)
  - محمد مرعشي (2003). معجم مرعشي الطبي الكبير (بالعربية والإنجليزية). بيروت: مكتبة لبنان ناشرون. ص. 183. ISBN:978-9953-33-054-9. OCLC:4771449526. QID:Q98547939.
  - يوسف حتي؛ أحمد شفيق الخطيب (2011). قاموس حتي الطبي الجديد: طبعة جديدة وموسعة ومعززة بالرسوم إنكليزي - عربي مع ملحقات ومسرد عربي - إنكليزي (بالعربية والإنجليزية) (ط. الأولى). بيروت: مكتبة لبنان ناشرون. ص. 410. ISBN:978-9953-86-883-7. OCLC:868913367. QID:Q112962638.
  - قاسم سارة (2013). معجم أكاديميا الطبي الجديد (بالعربية والإنجليزية) (ط. 1). أكاديميا إنترناشيونال. ص. 287. ISBN:978-9953-37-092-7. OCLC:1164356572. QID:Q112637909.
2. ↑  حسب:
  - عبد العزيز اللبدي (2005)، القاموس الطبي العربي: عربي - عربي (بالعربية والإنجليزية) (ط. 1)، عَمَّان: دار البشير (الأردن)، ص. 191، OCLC:81299958، QID:Q119764318
  - محمد هيثم الخياط (2006). المعجم الطبي الموحد: إنكليزي - عربي (بالعربية والإنجليزية) (ط. 4). بيروت: مكتبة لبنان ناشرون، منظمة الصحة العالمية. ص. 948. ISBN:978-9953-33-726-5. OCLC:192108789. QID:Q12193380.
3. 1 2  أحمد مختار عمر (2008). معجم اللغة العربية المعاصرة. القاهرة: عالم الكتب. ص. 1621. ISBN:978-977-232-626-6. OCLC:233681899. OL:23734526M. QID:Q20423731.

## وصلات خارجية
- Magical Cups and Bloody Brides -السياق التاريخي للعذرية
- 20 سؤال حول العذرية— مقابلة مع هاني بلانك، مؤلفة كتاب "Virgin: The Untouched History". يناقش العلاقة بين غشاء البكارة ومفهوم العذرية.
- وضع السدادة القطنية دون ألم أشعة استسقاء المهبل
- تقييم أطفال الاعتداء الجنسي في موقع طبيب الأسرة الأمريكية